# Attacco differenziale-lineare
L'attacco differenziale-lineare è un tipo di attacco crittanalitico che combina la crittanalisi differenziale con la crittanalisi lineare. È stato introdotto da Martin Hellman e Susan K. Langford nel 1994 per violare il DES.
L'attacco differenziale serve a produrre un'approssimazione lineare dell'algoritmo: questa stima ha una probabilità di successo di 1 ma solo su una piccola parte del cifrario (pochi passaggi), mentre la probabilità di riuscità è molto interiore se si considera l'intero cifrario.

## Attacchi al DES
Hellman e Langford hanno dimostrato che questo attacco può recuperare 10 bit della chiave di cifratura di un DES con 8 passaggi utilizzando solo 512 testi in chiaro scelti e con una probabilità di successo dell'80%. Utilizzando invece 768 testi in chiaro scelti la probabilità di successo sale al 95% se si considerano sempre 10 bit della chiave mentre arriva all'85% per recuperarne 16.

## Altri attacchi
L'attacco è stato generalizzato da Eli Biham ed altri crittanalisti nel 2002 per utilizzare le caratteristiche differenziali con una probabilità inferiore ad 1. A parte il DES, l'attacco è stato applicato al FEAL, all'IDEA, al Serpent, al Camellia ed anche al cifrario a scorrimento Phelix.